# Tour della nazionale maschile di rugby a 15 dell'Argentina 1986
Nel 1986, la nazionale di rugby a 15 dell'Argentina, capitanata dal grande Hugo Porta, si reca in Australia per un tour preparatorio per la Coppa del Mondo di rugby 1987. Subisce due sconfitte pesanti nei test contro i Wallabies.

## Risultati
Sistema di punteggio: meta = 4 punti, Trasformazione=2 punti .Punizione = 3 punti. drop = 3 punti. 
| Arbitro: | David Kennedy. |

|        |      |                                                               |
| Callow | mt   | Annichini, P. Lanza Cuesta Silva, B. Miguens Schiavio, Turnes |
|        | tr   | Porta 3                                                       |
| Vignes | c.p. | Porta 3                                                       |

| Arbitro: | Brian Kinsey |

|                        |      |                                                  |
| meta tecnica, Cochrane | mt   | Ure 2, Annichini Cash, Dinisio J. Lanza, Patrono |
| Fidock                 | tr   | Madero 5                                         |
| Fidock 3               | c.p. |                                                  |

| Arbitro: | Cal Waldron |

|                                 |      |               |
| Burke, James Reynolds, Williams | mt   | Allen, Turnes |
| Leeds 4                         | tr   | Madero        |
| Leeds 2                         | c.p. | 2 Porta 2     |

| Arbitro: | Robert Fordham. |

|                                                                  |      |          |
| Grigg 2, Martin 2, Gadner, Nasall, Miller Moon, Slattery, Lynagh | mt   |          |
| Lynagh 5                                                         | tr   |          |
| Lynagh 3                                                         | c.p. | Madero 2 |
|                                                                  | drop | Turnes   |

| Arbitro: | Jim Fleming |

|                           |      |                        |
| Green, Campese Papworth 2 | mt   | J. Lanza, Turnes Silva |
| Lynagh 4                  | tr   | Porta, Turnes          |
| Lynagh 5                  | c.p. | Porta                  |

| Arbitro: | John Oxenford |

|           |      |                                            |
|           | mt   | Lanza 2, Schiavio Cash, Madero, B. Miguens |
|           | tr   | Madero 4                                   |
| Randall 2 | c.p. | Madero 3                                   |

| Arbitro: | Jim Fleming |

|                    |      |  |
| Campese 2, Tuynman | mt   |  |
| Lynagh             | tr   |  |
| Lynagh 4           | c.p. |  |